# نگار اسماعیلی
نگار اسماعیلی (زادهٔ ۱۳۸۱ در اصفهان) ورزشکار تکواندو اهل ایران است.
وی در مسابقات کشوری و بین‌المللی در مجموع برندهٔ ۲ مدال طلا شده‌است که از جمله آن‌ها می‌توان به قهرمانی در مسابقات قهرمانی آسیا ۲۰۲۱ در وزن ۴۶- کیلوگرم اشاره کرد؛ وی با کسب این مدال به دومین زن ایرانی دارندهٔ مدال طلای مسابقات آسیایی بدل شد.